# Inch'Allah (journal intime)
Ne doit pas être confondu avec Inch'Allah : l'islamisation à visage découvert.
Pour les articles homonymes, voir Inch'Allah (homonymie).
Inch'Allah est le troisième tome du journal intime de Marc-Édouard Nabe, publié en septembre 1996 par les éditions du Rocher.

## Résumé
Inch'Allah raconte le quotidien de Nabe du 14 juin 1986 au 2 mai 1988. Entre autres, le lecteur peut suivre la rédaction et la publication du premier roman de l'écrivain, Le Bonheur, paru en 1988.

## Distinction
Le livre a obtenu en 1996 le prix Paris-Première, créé en décembre 1995, par l'écrivain Jean-Edern Hallier. Marc-Édouard Nabe était en concurrence avec son voisin de l'époque, Michel Houellebecq.

## Accueil critique

### Avis positifs
Pour Frédéric Beigbeder, qui en fait une critique favorable dans le mensuel Elle, « il faut parfois le courage de s'ennuyer pendant deux pages pour tomber ensuite sur un aphorisme fulgurant, un portrait excessif, un paragraphe tendre, une tranche de jazz, l'éloge du lieutenant Blueberry, une partouze virtuelle avec Miles Davis, du vomi sur les chaussures de Jean-Paul Belmondo ». Yann Moix, dans L'Événement du jeudi, juge que l'écriture du journal « dans un monde ou l'écrit s'évapore, a quelque chose de magnifique et de courageux ».
Jacques Chancel, dans son bloc-notes publié dans Les écrits de l'image, écrit que « ce gros pavé d'un jeune exalté rendu furieux par l'indifférence dans laquelle on le tient, a de quoi rendre plus lucides sur leur non-talent les jaloux de la caste qui lui piquent quand même des banderilles. Car il y a du style autour de ces bagatelles pour un massacre ». Dans Valeurs, Sébastien Lapaque qualifie Inch'Allah d'« objet littéraire fascinant ». Dans La Croix, Jean-Maurice de Montremy accueille favorablement Inch'Allah, soulignant des « passages fantaisistes, émus, tonitruants où l’écrivain se renouvelle de manière incessante ». 

### Avis négatifs
Renaud Matignon, dans Le Figaro Littéraire, raille l'écrivain, son œuvre et son journal, écrivant notamment : « Mille pages de désert, c’est beaucoup ». 

## Échos
- En février 2007, lors de la sortie d'un livre de Christophe Hondelatte sur Albert Spaggiari, Sebastien Lapaque rappelle, dans Le Figaro, qu'il a été un personnage d'Inch'Allah. Le journaliste encore Marc-Édouard Nabe a écrire le roman du cerveau du « casse du siècle » : « Spaggiari, le bandit facho : c'est un personnage pour Nabe. Il devrait écrire son roman, il n'y a même que lui qui peut le faire. [...] Au travail, Marc-Édouard ! »[9].
- En juillet 2009, Jérôme Dupuis publie un long article dans L'Express, racontant en détail la relation entre Marc-Édouard Nabe et Albert Spaggiari[10].

## Édition
- Marc-Édouard Nabe, Inch'Allah, éditions du Rocher, 1996, 962 p.  (ISBN 2268022978).